# Hipotermie
Hipotermia (din grecescul ὑποθερμία) este definită ca o temperatură internă scăzută a corpului sub 35,0 °C (95,0 °F). Simptomele depind de temperatură. În hipotermia ușoară există un tremur și confuzie mentală. În hipotermia medie se oprește tremuratul, iar confuzia se intensifică. În hipotermia severă ar putea exista o dezechipare paradoxală, unde o persoană își scoate hainele, precum și un risc crescut de oprire a inimii.

## Cauze, mecanism și diagnoză
Hipotermia are două tipuri principale de cauze. În mod clasic, aceasta apare la expunerea la frig. De asemenea, aceasta poate apărea în orice circumstanțe în care se scade producerea căldurii sau în care pierderea căldurii este în creștere. În mod comun aceasta include, printre altele, intoxicarea cu alcool, dar ar putea, de asemenea, să includă un nivel scăzut al zahărului din sânge, anorexia și vârsta înaintată. Temperatura corporală este, de obicei, păstrată la un nivel aproape constant la 37 °C, acest lucru efectuându-se prin termoreglare. Eforturile de a crește temperatura corporală implică tremurături, activitate voluntară crescută și îmbrăcarea cu haine mai groase. Hipotermia poate fi diagnosticată fie pe baza simptomelor persoanei în cauză în prezența factorilor de risc, fie prin măsurarea temperaturii interne a persoanei.

## Tratament
Tratamentul hipotermiei ușoare implică: băuturi călduțe, îmbrăcăminte groasă și activitatea. La persoanele cu hipotermie medie sunt recomandate utilizarea păturilor termice și administrarea fluidelor intravenoase încălzite. Persoanele cu hipotermie medie sau severă ar trebui mutate ușor. În cazul hipotermiei severe ar putea fi utile oxigenarea membranei extracorporale (ECMO) sau bypass cardio-pulmonar. La persoanele fără puls, este indicată resuscitarea cardio-pulmonară (RCP) alături de măsurile menționate mai sus. Reîncălzirea este de obicei continuă până ce temperatura persoanei trece de  32 °C (90 °F). Dacă nu există o îmbunătățire până în acest punct, iar nivelul de potasiu din sânge este mai mare de 12 mmol/litru, resuscitarea poate fi oprită în orice moment.

## Epidemiologie și prognoză
Hipotermia este cauza a cel puțin 1.500 de decese pe an în Statele Unite ale Americii. Apare mai uzual la persoanele în vârstă și la bărbați. Una dintre cele mai scăzute temperaturi corporale a unei persoane care a supraviețuit hipotermiei accidentale este de 13,0 °C (55,4 °F), persoana fiind o fată de 7 ani din Suedia aproape înecată. A fost descrisă supraviețuirea după mai mult de șase ore de RCP. La persoanele pentru care se utilizează ECMO sau bypass-ul, rata de supraviețuire este de 50%. Decesele cauzate de hipotermie au jucat un rol important în multe războaie. Hipertermia este opusul hipotermiei, însemnând o temperatură internă mai mare decât cea normală cauzată de eșuarea termoreglării.